# 朱友徽
朱 友徽（しゅ ゆうき、? - 923年）は、後梁の太祖朱全忠の七男。

## 略歴
後梁の建国後、建王に封じられた。
923年、後唐の侵攻の迫るなか、末帝朱友貞に叛乱を企んだと疑われ、兄の賀王朱友雍とともに殺された。